# Harry Pross
Harry Pross (Karlsruhe, 2 de septiembre de 1923-Weiler-Simmerberg, Distrito de Lindau, 11 de marzo de 2010) fue un científico alemán de la comunicación.
Después de obtener su título de acceso a la enseñanza superior en 1941, Harry Pross fue reclutado por el ejército en las Fuerzas Armadas Alemanas (Wehrmacht), y en 1944 fue herido de gravedad durante la retirada del ejército de Rumania.
En 1945 y 1946, Pross estudió ciencias sociales en la Universidad de Heidelberg, y tuvo como profesores a Alfred Weber, Viktor von Weizsäcker, Willy Hellpach, Hans von Eckardt y Gustav Radbruch. Pross obtuvo su doctorado en 1949 de la Universidad de Heidelberg por su trabajo sobre la Jugend Bündische, el movimiento juvenil alemán. Luego ganó la beca Harkness para estudiar en la Universidad de Stanford en 1952. Viajando a través de los EE. UU., Pross experimentó el macartismo y la agitación en auge contra los sospechosos de comunismo en el período previo a las elecciones de 1952.
Harry Pross trabajó como periodista para varios periódicos, incluyendo Rheinpfalz (1948), Ost-Probleme (1949-1952) y el Haagse Post (1953-1954). Después de una temporada como periodista en el Deutsche Rundschau (1955 a 1960), se desempeñó como coeditor de la Neue Rundschau (1955 a 1969) y editor jefe de Radio Bremen (1963 a 1968).
Harry Pross fue profesor en la Hochschule für Arbeit, Politik und Wirtschaft en Wilhelmshaven y en la Escuela de Diseño de Ulm. En 1968, aceptó una cátedra en la Universidad Libre de Berlín. Como profesor a tiempo completo en el instituto de periodismo y las comunicaciones, fue profesor hasta su jubilación en 1983 debido a una lesión sufrida durante la guerra. De 1989 a 1995, Pross enseñó en la escuela de periodismo de St. Gallen, Suiza, también realizó presentaciones en Barcelona, Bucarest, Madrid, Málaga, Moscú, Roma, Sao Paulo y Tel Aviv. En 2001, Harry Pross recibió el Premio Kurt Tucholsky, un codiciado premio literario.
De 1984 a 1993, Harry Pross se desempeñó como director de los Seminarios Internacionales Kornhaus desde su residencia en Weiler im Allgäu. También publicó varios artículos para medios impresos (periódicos, revistas, antologías) y para la radio.